# Graptemys barbouri
Graptemys barbouri là một loài rùa trong họ Emydidae. Loài này được Carr & Marchand mô tả khoa học đầu tiên năm 1942.

## Hình ảnh

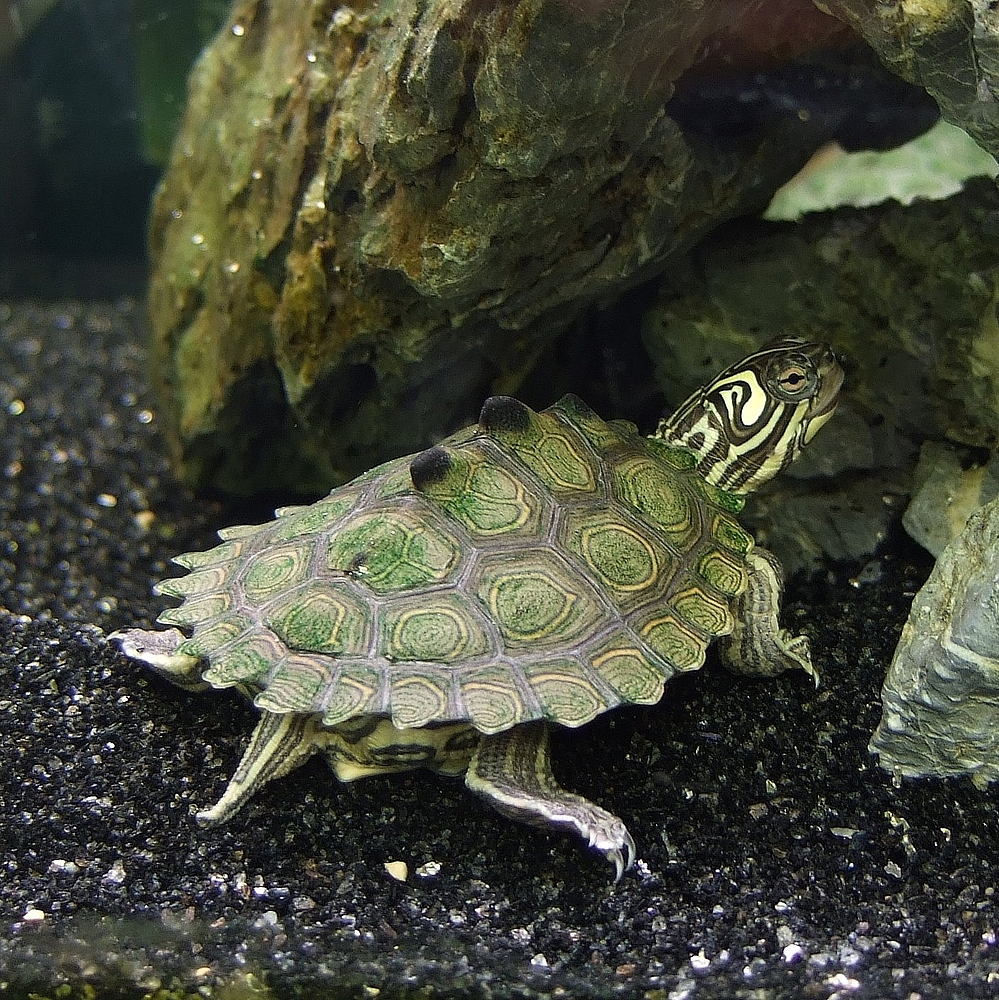
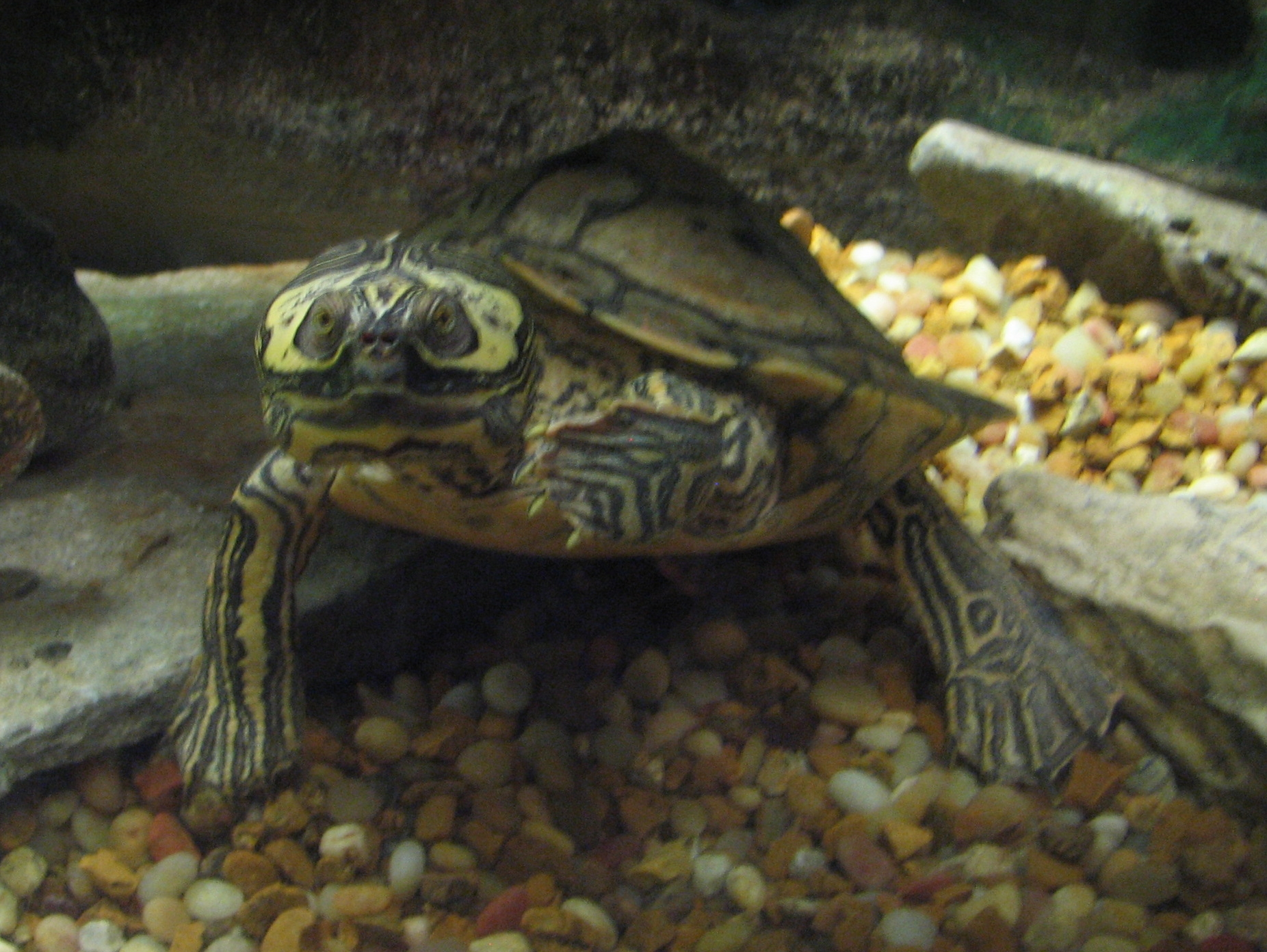
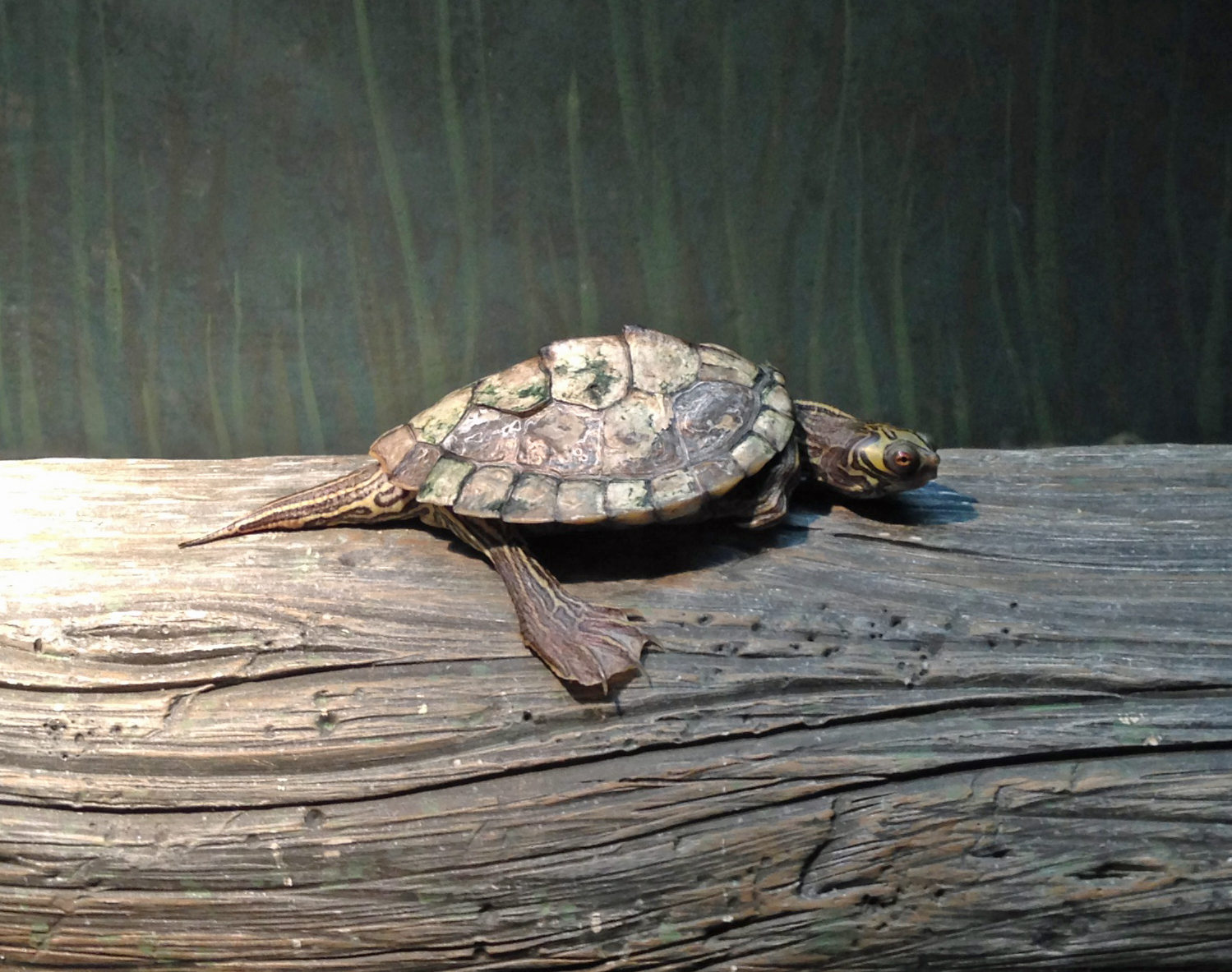
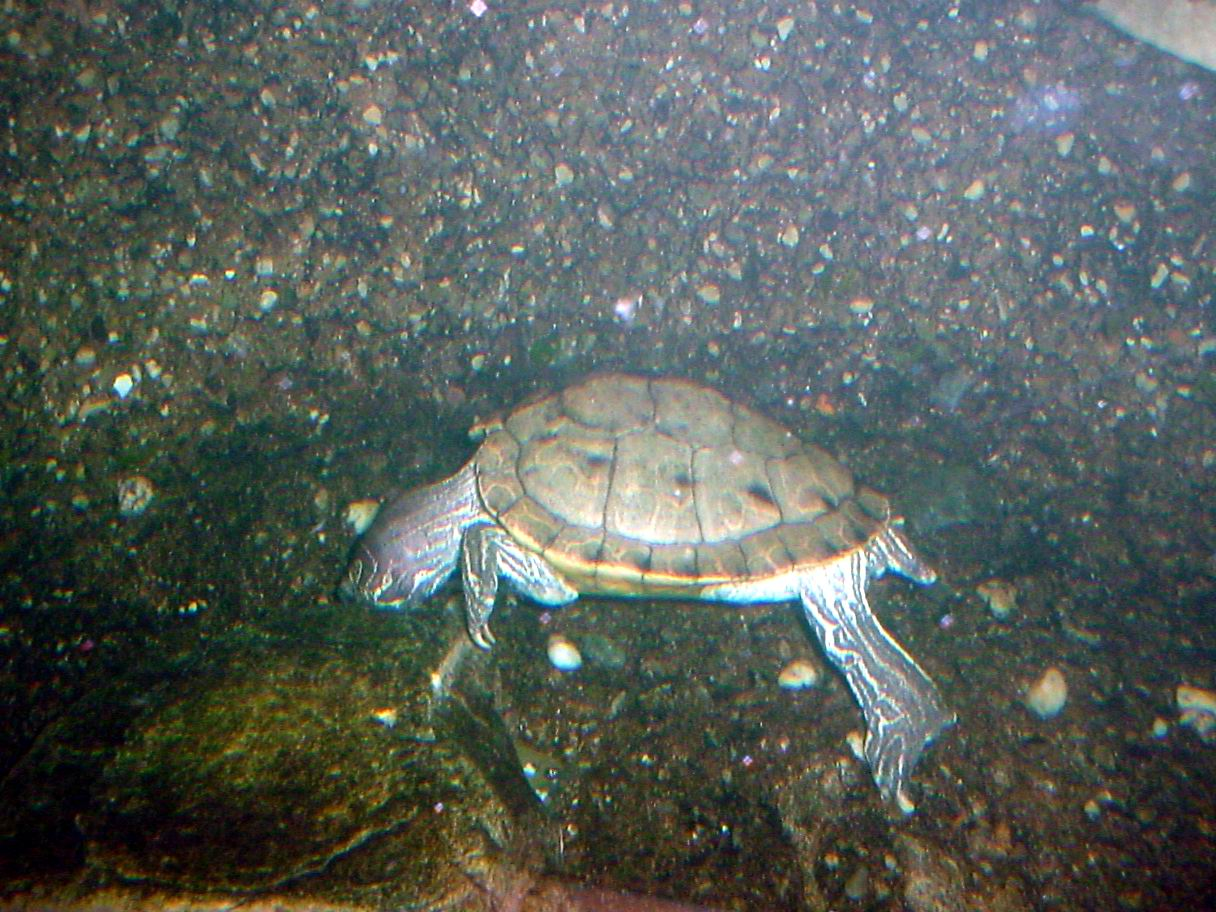